# Гелікс (Орегон)
Гелікс (англ. Helix) — місто (англ. city) в США, в окрузі Уматілла штату Орегон. Населення — 194 особи (2020).

## Географія
Гелікс розташований за координатами 45°51′2″ пн. ш. 118°39′32″ зх. д. / 45.85056° пн. ш. 118.65889° зх. д. (45.850628, -118.658965).  За даними Бюро перепису населення США в 2010 році місто мало площу 0,33 км², уся площа — суходіл.

## Демографія
Згідно з переписом 2010 року, у місті мешкали 184 особи в 55 домогосподарствах у складі 46 родин. Густота населення становила 552 особи/км².  Було 68 помешкань (204/км²).
Расовий склад населення:
| - 81,0 % — білих - 8,7 % — корінних американців - 3,8 % — осіб інших рас |

До двох чи більше рас належало 6,5 %. Частка іспаномовних становила 6,0 % від усіх жителів.
За віковим діапазоном населення розподілялося таким чином: 34,8 % — особи молодші 18 років, 53,8 % — особи у віці 18—64 років, 11,4 % — особи у віці 65 років та старші. Медіана віку мешканця становила 35,7 року. На 100 осіб жіночої статі у місті припадало 106,7 чоловіків;  на 100 жінок у віці від 18 років та старших — 106,9 чоловіків також старших 18 років.
Середній дохід на одне домашнє господарство  становив 52 377 доларів США (медіана — 46 607), а середній дохід на одну сім'ю — 59 090 доларів (медіана — 52 813). За межею бідності перебувало 8,8 % осіб, у тому числі 15,4 % дітей у віці до 18 років та 0,0 % осіб у віці 65 років та старших.
Цивільне працевлаштоване населення становило 92 особи. Основні галузі зайнятості: освіта, охорона здоров'я та соціальна допомога — 26,1 %, сільське господарство, лісництво, риболовля — 16,3 %, публічна адміністрація — 15,2 %.